# Tân Serbia (tỉnh cũ)
Tân Serbia, hay Novoserbia  là một vùng biên giới quân sự của Đế quốc Nga từ năm 1752 đến năm 1764, trực thuộc Thượng viện và Viện Chiến tranh.
Khu vực này hầu hết nằm trong lãnh thổ của tỉnh Kirovohrad ngày nay của Ukraina, mặc dù một số phần của vùng nằm trong lãnh thổ của tỉnh Cherkasy, tỉnh Poltava và tỉnh Dnipropetrovsk ngày nay. Trung tâm hành chính của Tân Serbia là Novomirgorod (nghĩa đen là "Tân Mirgorod"), nay là Novomyrhorod, Ukraina.

## Lịch sử
Nước Nga Sa hoàng có thể nắm chắc lãnh thổ rộng lớn của Ukraina hiện đại khi ký kết Hiệp định đình chiến Andrusovo và Hiệp ước Hòa bình vĩnh viễn năm 1686, khi Thịnh vượng chung Ba Lan-Litva phớt lờ ý kiến của người dân địa phương. Cho đến năm 1764–1775, lãnh thổ này có một chính quyền địa phương tự trị với chủ quyền hạn chế là Quốc gia hetman Cossack.

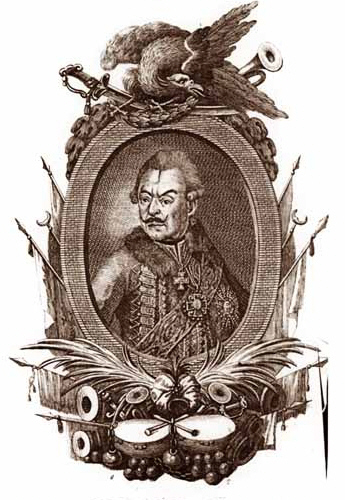
Peter Tekeli, một người lính trên hành trình từ Berlin đến Kavkaz. Ông được chôn cất ở "Tân Serbia."

Năm 1751 (hoặc theo một số nguồn là 1750), sứ thần Nga tại Wien là Bá tước Mikhail Petrovich Bestuzhev-Ryumin được đại tá quân đội Áo Jovan Horvat liên lạc với yêu cầu cho phép ông và những người Serb khác tái định cư tại Đế quốc Nga. Họ là Granichary (bộ binh Grenz) từng bảo vệ vùng đệm của Áo "Vojna Krajina".
Jovan Horvat là thủ lĩnh của một nhóm từ chối thỏa hiệp sau bạo loạn, đạt được sau khi phi quân sự hóa khu vực của họ trong Biên giới quân sự thuộc Áo. Thỏa hiệp bị từ chối dự kiến chuyển những người muốn tiếp tục là chiến binh đến Biên giới quân sự Banat trong khi những người ở lại khu vực sẽ nhận được địa vị cấp tỉnh với việc bảo toàn quyền tự trị tôn giáo.
Khu vực này được đặt theo tên của người Serb, họ đã di cư vào Đế quốc Nga vào năm 1752 từ Biên giới quân sự của chế độ quân chủ Habsburg. Chính quyền Nga đã trao cho những người định cư Serb này một vùng đất, do đó có tên là Tân Serbia ngay sau Chiến tranh Kế vị Áo. Giống như ở Biên giới Pannonia, thì Tân Serbia cũng được tổ chức thành tỉnh quân sự nằm ở biên giới Nga-Ba Lan và trên vùng đất palanka Buhogard, Sich Zaporizhia. Mục đích của chính thể là bảo vệ biên giới phía nam của Đế quốc Nga cũng như tham gia vào các hoạt động quân sự của Nga gần khu vực đó. Chỉ huy của Tân Serbia là Jovan Horvat, người đảm bảo cho thuộc hạ của mình là bộ binh Grenz của Áo . Số lượng người định cư lớn nhất đến từ Trung đoàn kỵ binh hussar Serbia - vì công trạng chiến tranh của họ. Đơn vị này có nhiệm vụ tương tự như người Cossack từ Zaporozhia - bảo vệ khu vực biên giới.
Trái ngược với nông nô, người Serb Chính thống giáo Đông phương được hưởng quyền tự trị đáng kể (để đổi lấy việc cung cấp lực lượng chiến đấu chống lại Đế quốc Ottoman) được ban hành trong nhiều tài liệu bắt đầu từ Statuta Valachorum, nhưng đã dần lỗi thời hoặc bị loại bỏ bởi sự ra đời của nhà nước hiện đại tập trung hóa. Ý tưởng thuộc địa hóa của Horvat được Yelizaveta của Nga nhiệt tình ủng hộ, và đây là khu định cư có kế hoạch tập trung đầu tiên ở thảo nguyên phía nam, dẫn đến sự xấu đi trong quan hệ của Nga với chế độ quân chủ Habsburg và Đế quốc Ottoman, và kết tinh các đặc điểm chính của Vấn đề phương Đông trong tương lai.

## Nhân khẩu
Trước khi hình thành Tân Serbia, lãnh thổ này chủ yếu có người Ukraina sinh sống và bao gồm 3.710 ngôi nhà của những người định cư từ Quốc gia hetman, Slobozhanshchina và Zaporizhia, 643 ngôi nhà của cư dân bản địa và 195 ngôi nhà của những người định cư Ukraina từ Ba Lan và Moldavia. Theo hồi ký của người lính và người định cư Serbia Aleksandar Piščević, hàng xóm của họ là người Nga. Khi Tân Serbia được thành lập, Thượng viện Nga ra lệnh rằng tất cả những người định cư này, ngoại trừ cư dân bản địa, phải trở về nơi họ đã sống trước đây.
Sau khi Tân Serbia hình thành, những người định cư mới đầu tiên của nó là người Serb, nhưng cũng có nhiều người Moldova và những người Romania khác (Mocani từ Transylvania), người Ukraina, người Bulgaria và những người khác định cư trong khu vực.
Một số người định cư gốc Ukraina rời lãnh thổ Tân Serbia đến định cư ở các vùng phía nam của Ukraina ngày nay. Năm 1745, trước khi thành lập Tân Serbia, lãnh thổ này có 9.660 cư dân sinh sống, trong khi vào năm 1754, số cư dân là 3.989.
Do số lượng lớn người định cư Moldavia, nhóm dân tộc lớn nhất trong tỉnh vào năm 1757 không phải là người Serb mà là người Moldavia. Năm 1757, dân số Tân Serbia là 5.482 người, bao gồm:
- 75,33% người Romania Moldavia
- 11,56% người Serb
- 13,11% khác

## Khu định cư
Tại quê hương mới của họ, người Serb thiết lập những địa điểm mới và do đó đặt cho chúng những cái tên giống như tên của những địa điểm tại quê hương cũ của họ ở đồng bằng Pannonia (ở Serbia, Croatia, Romania và Hungary ngày nay). Người Serb cũng đổi tên một số khu định cư cũ hơn, đặt tên theo tiếng Serb cho chúng. Trong số 41 khu định cư tồn tại ở Tân Serbia, 26 khu được thành lập trước khi người Serb đến.
| Tên cũ tiếng Ukraina/Nga (1.) | Tên tiếng Serb từ giữa thế kỷ 18    | Tên tiếng Ukraina/Nga từ giữa thế kỷ 18 (1.) | Tên mới hơn hay hiện tại tiếng Ukraina/Nga (1.) |
| ----------------------------- | ----------------------------------- | -------------------------------------------- | ----------------------------------------------- |
| Skaleva                       | Semlac (2.)                         | Semlik                                       | Skaleva                                         |
| -                             | Novoarhangelsk / Arhangelsk         | Novoarkhangelsk / Novoarkhangelysk           | Novoarkhanhelsk / Novoarkhangelsk               |
| Ganivka                       | Kalniblat / Kalnibolot              | Kalnibolot / Kalynibolot                     | Kal'nibolota                                    |
| -                             | Nadlac (2.)                         | Nadlak                                       | Nadlak                                          |
| Davidivka                     | Petrovo Ostrovo / Petro-Ostrov (2.) | Petroostriv                                  | Petroostriv                                     |
| Korobchino                    | Pečka (2.)                          | Bechka                                       | Korobchine                                      |
| Trisyaga                      | Novomirgorod / Novi Mirgorod        | Novomirgorod                                 | Novomyrhorod / Novomirgorod                     |
| Yermina Balka                 | Martonoš (2.)                       | Martonosh                                    | Martonosha                                      |
| Olykhovatka                   | Pančevo (2.)                        | Panchevo                                     | Pancheve                                        |
| Tri Bayraki                   | Kanjiža (2.)                        | Kanizh                                       | Kanizh                                          |
| Mogilovo                      | Senta (2.)                          | Senta                                        | Mohyliv / Rodnykivka                            |
| -                             | Vukovar (2.)                        | Vukovar                                      | Bukvarka                                        |
| -                             | Feldvar / Fedvar (2.)               | Fedvar                                       | Pidlisne                                        |
| Mala Adzhamka                 | Subotica (2.)                       | Subotitsa                                    | Subottsi                                        |
| Nekrasivska                   | Mošorin (2.)                        | Moshorin                                     | Moshorine                                       |
| -                             | Cibuljev / Cibulev                  | Tsibuliv                                     | Tsybuleve                                       |
| -                             | Dmitrovka                           | Dmitrivka                                    | Dmytrivka                                       |
| Dikivka                       | Sombor (2.)                         | Sombor                                       | Dikivka                                         |
| Protopopivka                  | Varaždin (2.)                       | Varazhdin                                    | Protopopivka                                    |
| Usivka                        | Bečej (2.)                          | Becha                                        | Usivka / Oleksandriya                           |
| -                             | Glinsk                              | Glinsk                                       | Glinsk                                          |
| Pantaziyivka                  | Jenova                              | Yaniv                                        | Ivanivka                                        |
| -                             | Mandorlak (2.)                      | Mandorlak                                    | -                                               |
| Kosivka                       | Glogovac (2.)                       | Glogovats                                    | Kosivka                                         |
| Butivka                       | Pavliš (2.)                         | Pavlish                                      | Pavlysh                                         |
| -                             | Piljužnica                          | Pilazhnitsa                                  | -                                               |
| Onufriyivka                   | Blagovat                            | Blagovat                                     | Onufriyivka                                     |
| -                             | Sentomaš/Srbobran(2.)               | Sentomash                                    | -                                               |
| -                             | Kovin (2.)                          | Kovin                                        | -                                               |
| -                             | Csanád (2.)                         | Chonad                                       | -                                               |
| -                             | Slankamen (2.)                      | Slankamin                                    | -                                               |
| Nesterivka                    | Vršac (2.)                          | Vershats                                     | Vershatsi                                       |
| Stetsivka                     | Šoljmoš / Šolmoš (2.)               | Sholmosh                                     | Stetsivka                                       |
| Andrusivka                    | Čongrad (2.)                        | Chongrad                                     | Velyka Andrusivka                               |
| -                             | Krilov                              | Krilov                                       | Kryliv                                          |
| -                             | Taburište / Taburino                | Taburishche                                  | Svitlovodsk                                     |
| -                             | Krjukov                             | Kryukiv                                      | Kryukiv (nay là một phần của Kremenchuk)        |
| -                             | Kamjanka / Kamenka                  | Kamyanka                                     | Kamyani Potoky                                  |
| Plakhtiyivka                  | Zemun (2.)                          | Zemun                                        | Uspenka                                         |
| Deriyivka                     | Vilagoš (2.)                        | Vilagosh                                     | Deriyivka                                       |
| -                             | Turija (2.) (3.)                    | Turiya                                       | Turiya                                          |

Ghi chú:
- (1.) Tên tiếng Ukraina và tiếng Nga được ghi theo phiên âm chữ Latinh.
- (2.) Những cái tên này được người Serb mang đến từ quê hương cũ của họ ở phía nam Đồng bằng Pannonia. Các địa điểm có cùng tên cũng tồn tại (hoặc đã tồn tại) ở Serbia ngày nay (Vojvodina), Croatia, Romania và Hungary.
- (3.) Khu định cư Turiya (Turija) của người Serb nằm ở nơi mà các nguồn mô tả là lãnh thổ danh nghĩa của Ba Lan. Tuy nhiên, biên giới giữa Tân Serbia và Ba Lan thường bị tranh chấp và không ổn định.

Nguồn gốc tên gọi
Các địa điểm ở Tân Serbia có tên gọi cũng có thể được tìm thấy trên lãnh thổ tại Đồng bằng Pannonia (chủ yếu ở Vojvodina và Pomorišje) bao gồm:
- Sombor, đặt tên theo Sombor tại Vojvodina, Serbia
- Sentomash (Sentomaš), đặt tên theo Sentomaš, nay là Srbobran tại Vojvodina, Serbia
- Slankamin (Slankamen), đặt tên theo Slankamen tại Vojvodina, Serbia
- Vershats (Vršac), đặt tên theo Vršac tại Vojvodina, Serbia
- Subotitsa (Subotica), đặt tên theo Subotica tại Vojvodina, Serbia
- Moshorin (Mošorin), đặt tên theo Mošorin tại Vojvodina, Serbia
- Senta, đặt tên theo Senta tại Vojvodina, Serbia
- Kanizh (Kanjiža), đặt tên theo Kanjiža tại Vojvodina, Serbia
- Martonosh (Martonoš), đặt tên theo Martonoš tại Vojvodina, Serbia
- Panchevo (Pančevo), đặt tên theo Pančevo tại Vojvodina, Serbia
- Nadlak, đặt tên theo Nădlac tại Romania
- Turiya (Turija), đặt tên theo Turija tại Vojvodina, Serbia
- Vukovar, đặt tên theo Vukovar tại Croatia
- Fedvar (Feldvar), đặt tên theo Feldvar/Feldvarac, nay là Bačko Gradište tại Vojvodina, Serbia
- Chongrad (Čongrad), đặt tên theo Csongrád tại Hungary
- Zemun, đặt tên theo Zemun, nay là một phần của Beograd, tại Serbia
- Varazhdin (Varaždin), đặt tên theo Varaždin tại Croatia
- Kovin, đặt tên theo Kovin tại Vojvodina, Serbia
- Vilagosh (Vilagoš), đặt tên theo Vilagoš, tên Serb cũ của Șiria hiện nay tại Romania
- Becha (Bečej), đặt tên theo Bečej tại Vojvodina, Serbia
- Semlik (Semlak), đặt tên theo Semlac tại Romania
- Petroostriv (Petrovo Ostrovo), đặt tên theo một nơi tại Romania
- Bechka (Pečka), đặt tên theo Pecica tại Romania
- Mandorlak, đặt tên theo một nơi tại Romania
- Glogovats (Glogovac), đặt tên theo Glogovac tại Serbia
- Pavlish (Pavliš), đặt tên theo Pavliš tại Vojvodina, Serbia
- Chonad (Čanad), đặt tên theo Cenad tại Romania
- Sholmosh (Šoljmoš), đặt tên theo Șoimoș tại Romania

## Hình ảnh

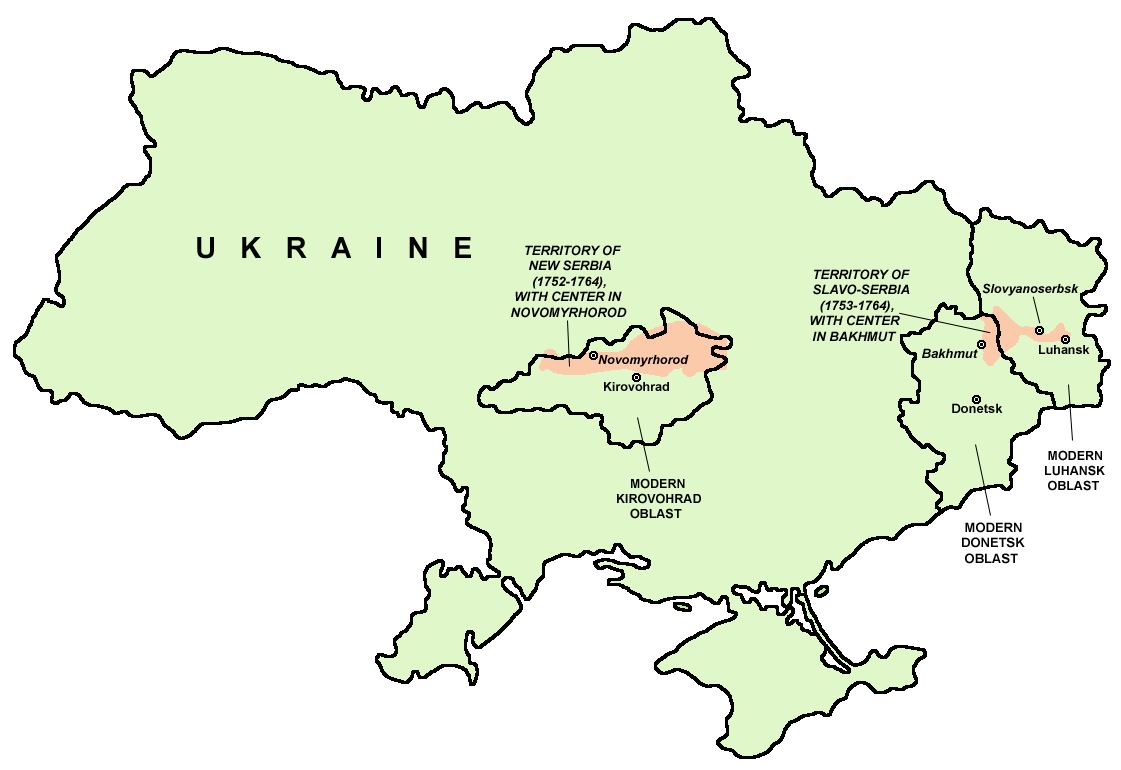
Bản đồ vị trí Tân Serbia
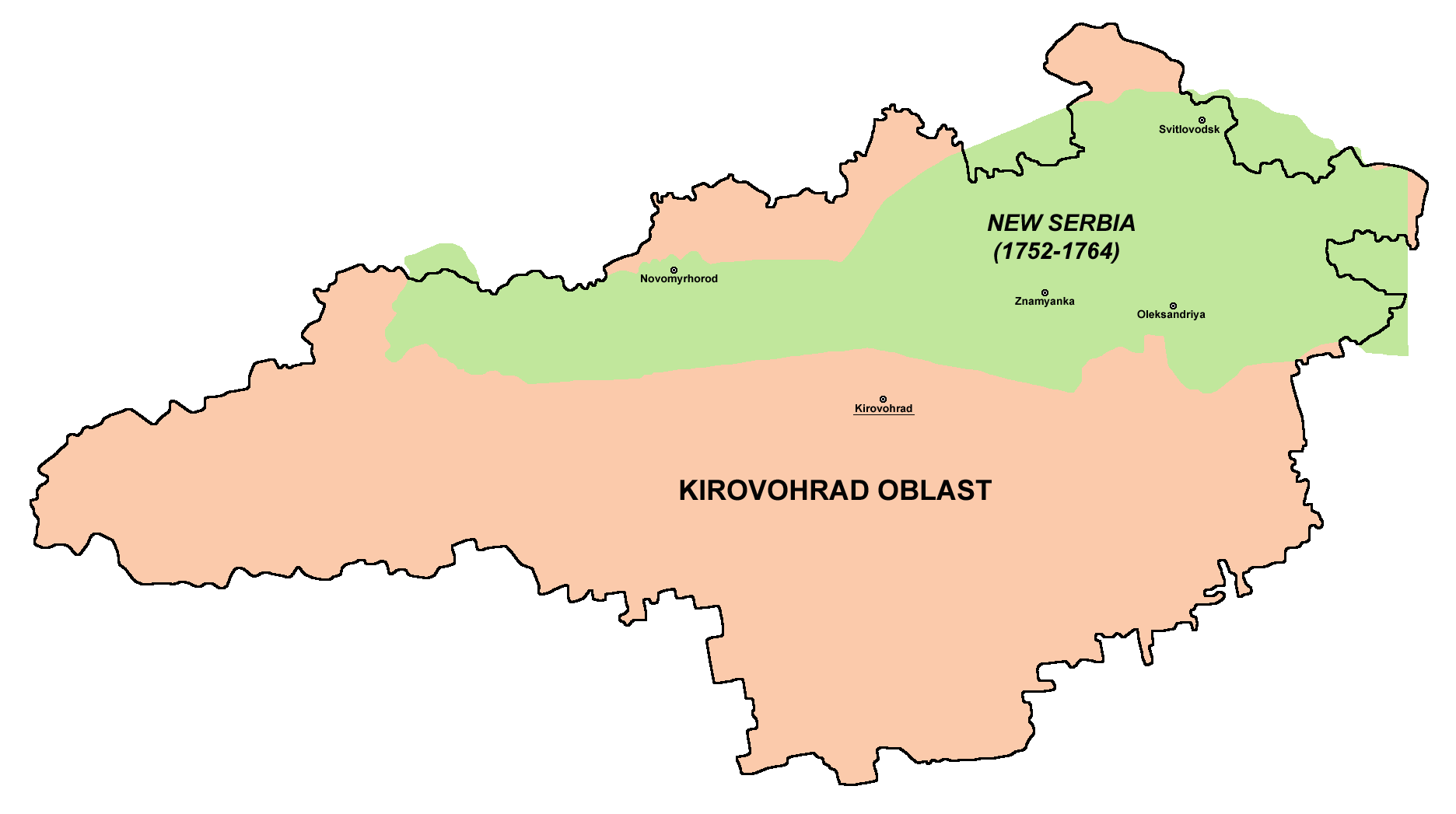
Bản đồ vị trí Tân Serbia
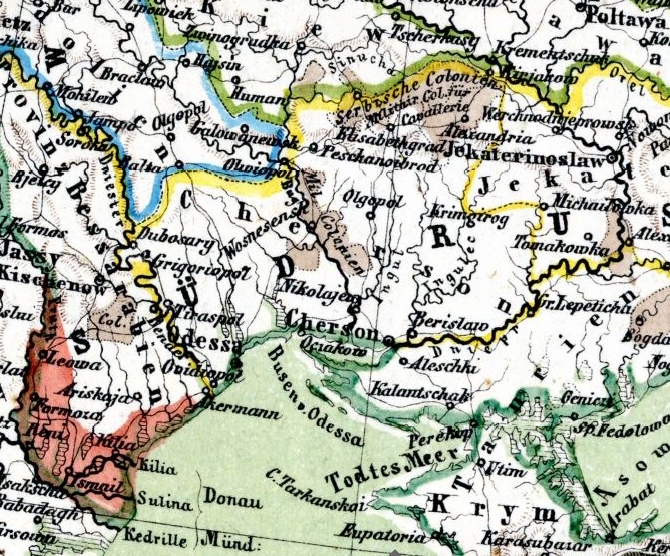
Bản đồ năm 1862 mô tả người định cư Serb tại Tân Serbia
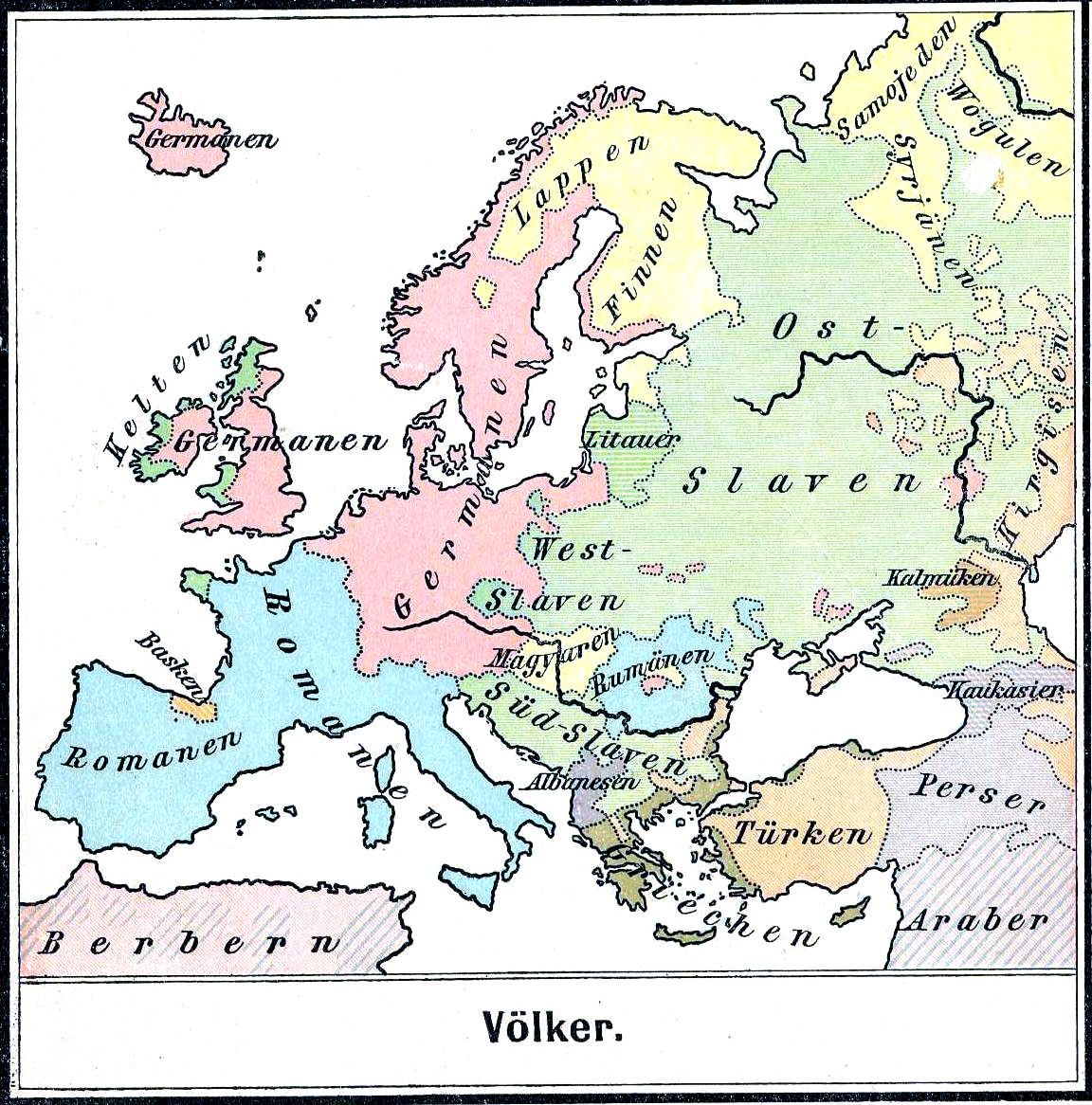
Bản đồ dân tộc năm 1899 thể hiện dân cư nói tiếng Romania trong khu vực

## Văn hóa
Trong bộ phim Babylon A.D. năm 2008, nhân vật chính Toorop (Vin Diesel) bắt đầu hành trình của mình trong tương lai gần, vào năm 2027 hậu tận thế tại Tân Serbia, một lãnh thổ thuộc Nga.